# Alton Railroad
Alton Railroad (sigle AAR : A) est le nom final d'un chemin de fer américain de classe I reliant Chicago (Illinois) à Alton, Saint Louis et Kansas City (Missouri) aux États-Unis. On l'appelait également l'"Alton Road".
Son prédécesseur, le Chicago and Alton Railroad (C&A), fut racheté par le Baltimore and Ohio Railroad en 1931 qui en assura l'exploitation jusqu'en 1942. Le 31 mai 1947, la compagnie de l'Alton Railroad a été absorbée par le Gulf, Mobile and Ohio Railroad.
Les lignes principales sont constituées par la liaison Chicago - St. Louis, et par un embranchement vers Kansas City. La ligne vers Alton et Saint-Louis est de nos jours en partie incorporée dans le réseau de l'Union Pacific tandis que la ligne vers Kansas City fait partie du réseau du Kansas City Southern Railway. La ligne Heritage Corridor de Metra assure des services de navettes de banlieue sur l'ancienne ligne principale entre Chicago et Joliet, désormais propriété du Canadien National par le biais de sa filiale, l'Illinois Central Railroad.

## Les origines

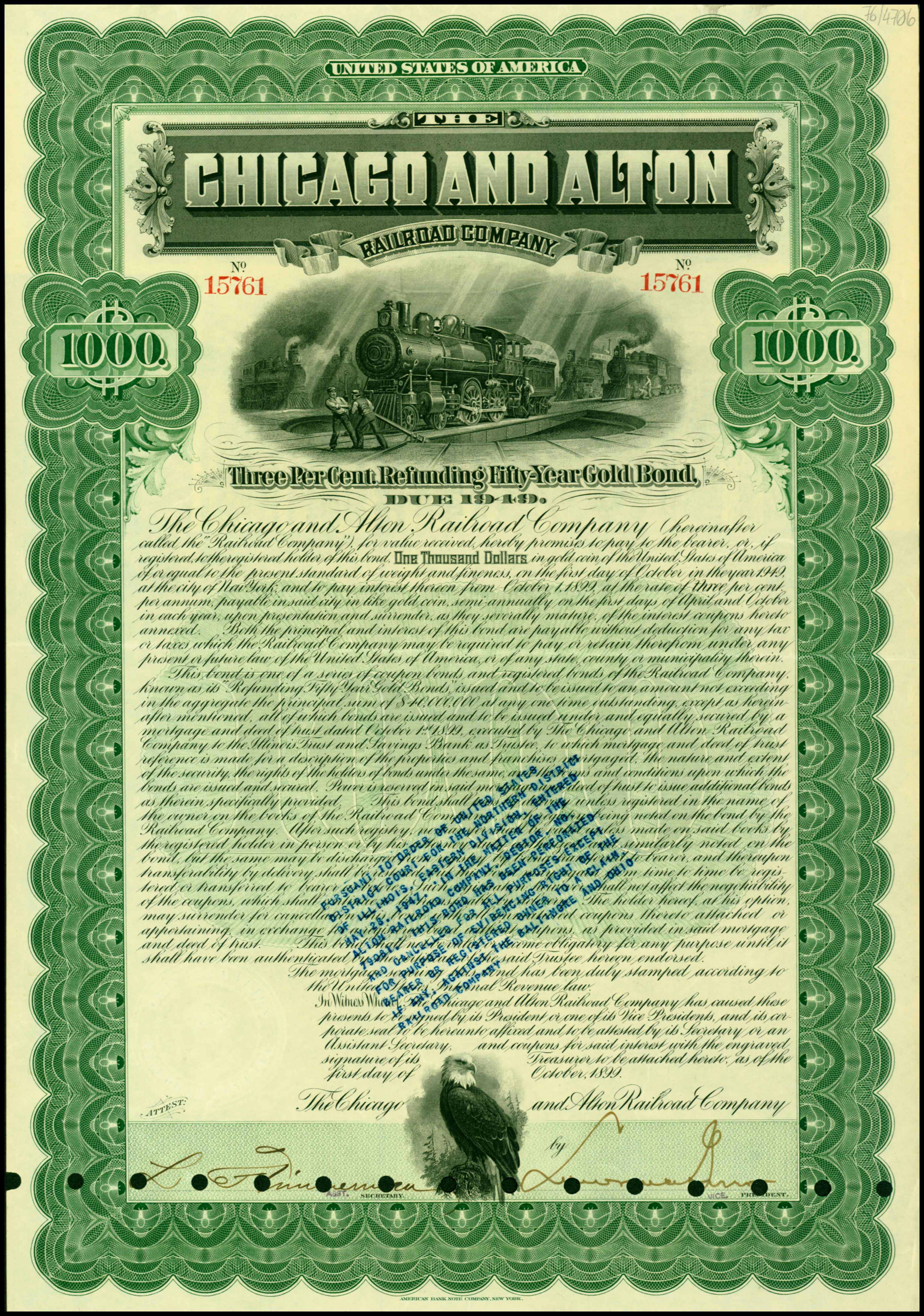
Obligation du Chicago and Alton Railroad Company en date du 1 octobre 1899

Son plus vieil ancêtre fut l'Alton and Sangamon Railroad, créé le 27 février 1847 dans l'Illinois pour relier Alton sur le fleuve Mississippi à Springfield, capitale de l'État, située dans le comté de Sangamon. La ligne fut achevée en 1852 sous le nom de Chicago and Mississippi Railroad; il atteignit Bloomington en 1854 et Joliet en 1855. Pour atteindre Chicago, il emprunta transitoirement la ligne du Chicago and Rock Island Railroad. Puis il loua le Joliet and Chicago Railroad (créé le 15 février 1855 et ouvert en 1856), assurant la continuité entre Joliet et le centre-ville de Chicago.
Le Chicago and Mississippi se réorganisa en St. Louis, Alton and Chicago Railroad en 1857, puis en Chicago and Alton Railroad (C&A) le 10 octobre 1862. Il créa une filiale l'Alton and St Louis Railroad afin de relier Chicago à St. Louis en 1864. De 1870 à 1950, il loua le Louisiana and Missouri River Railroad pour relier la Louisiane à Springfield. De 1878 à 1950, il loua aussi le Kansas City, St. Louis and Chicago Railroad pour relier le Mexique à Kansas City.

## La fin de l'indépendance
Il fut contrôlé par l'UP de 1904 à 1907 puis par le Toledo, St. Louis and Western Railroad (alias Clover Leaf) de 1907 à 1912.
Il fut ensuite racheté par le Baltimore and Ohio Railroad en 1929, qui le rebaptisa Alton Railroad (sigle de l'AAR: A) en 1931.
Il retrouva son indépendance le 10 mars 1943, mais fut acquis par le Gulf, Mobile and Ohio Railroad (GM&O) le 31 mai 1947. En août 1972, l'Illinois Central Railroad (IC), fusionna avec le Gulf, Mobile and Ohio et se rebaptisa Illinois Central Gulf Railroad (ICG).
Durant les années 1980, l'Illinois Central Gulf se débarrassa des deux tiers de son réseau au profit de nouvelles compagnies. C'est ainsi que l'ex-Alton Railroad retrouva son indépendance sous le nom de Chicago, Missouri and Western Railway en 1987. À la suite de cette cure d'amaigrissement, l'Illinois Central Gulf reprit son ancien nom d'Illinois Central Railroad le 29 février 1988.
Dans les années 1990, le réseau de l'ex-Alton Railroad se trouva partagé entre trois compagnies :  
- la ligne Alton / St. Louis fit partie de l'Union Pacific Railroad à partir 1997 ;
- les lignes Springfield / Kansas City et Godfrey / Roodhouse, Illinois furent contrôlée par le Kansas City Southern Railway (KCS) à partir de 1997 ;
- et la ligne originelle Chicago / Joliet fit désormais partie du Canadien National qui prit le contrôle de l'IC le 11 février 1998, pour le fusionner le 1er juillet 1999.

## Le service voyageur
Le premier wagon-lits conçu par George Pullman fut construit par le St. Louis, Alton and Chicago Railroad dans ses ateliers de  Bloomington, et mis en service le 1er septembre 1859 sur la ligne Chicago / St. Louis. Puis ils furent exploités sur la plupart des axes entre Chicago, Peoria, Bloomington, St. Louis et Kansas City.
Son successeur, le Gulf, Mobile and Ohio Railroad exploita les wagons-lits sur la ligne Chicago / St. Louis jusqu'au 31 décembre 1969, et fut le dernier à assurer ce service entre les 2 cités.
Le premier wagon-restaurant, baptisé le Delmonico en hommage au fameux restaurant New-Yorkais, fut construit par Pullman Company dans les ateliers du Chicago, Burlington and Quincy Railroad à Aurora. Il apparut pour la première fois en service régulier sur la ligne principale Chicago – East St. Louis du Chicago and Alton Railroad en 1868. Deux autres wagons-restaurants furent construits au même moment, le Tremont, et le Southern, afin de proposer un service de restauration sur les 3 principaux trains entre Chicago et East St. Louis.
Les trains de voyageurs les plus connus furent: 
The Alton Limited, Abraham Lincoln, Ann Rutledge, The Hummer, The Midnight Special.
Le 1er mai 1971, le service voyageur fut repris par l'Amtrak.

### Traduction
- (en) Cet article est partiellement ou en totalité issu de l’article de Wikipédia en anglais intitulé « Alton Railroad » (voir la liste des auteurs).